# Вихари
Вихари (урду وہاڑی‎) — город в провинции Пенджаб, Пакистан, центр одноимённого округа. Население — 198 431 чел. (на 2010 год). Находится примерно в 100 километрах от регионального центра — Мултана и около 25 км к северу от реки Сатледж, самой южной из пяти рек региона Пенджаб.

## Сельское хозяйство
Летом в Вихари очень жарко. Погода становится мягче в период с октября по февраль. Сельскохозяйственная продукция города включает в себя: манго, гуава, цитрусовые и другие фрукты. В Вихари развито производство хлопка, сахарного тростника.